# 佘山进教之佑圣母大殿
佘山进教之佑圣母大殿是位于中国上海市松江区佘山山顶的大型天主教堂，是天主教乙级宗座圣殿和中国天主教著名的圣母朝圣地。

## 历史

### 起源
佘山附近的松江、青浦一带天主教传入很早，在长达100多年的禁教时期，横塘、张朴桥等村庄的天主教徒一直在地下状态保持着自己的信仰。1844年，天主教在中国恢复合法地位后，江南代牧区的法籍耶稣会会长南格禄来到佘山，认为这里满山竹林，环境幽静，可以在这里为传教区年老体弱的传教士建造一座祈祷所。南格禄于1856年去世。1863年，继任的法籍耶稣会会长鄂尔璧从徐家汇来到佘山，在半山建造了五间供神父休养的平房，内设小堂。1864年，松江总铎杜若兰神父在山顶建造六角亭，供奉圣母像。山下张朴桥等地教徒开始上佘山朝圣。
1868年3月1日，江南代牧区主教郎怀仁祝圣了小堂和圣母像。这尊圣母像是由一位中国辅理修士陆省三模仿巴黎“胜利之后圣母像”而绘制的，改称为“进教之佑圣母”。1868年5月24日（圣母进教之佑瞻礼日），佘山来了数百名朝圣的教徒。当时小堂无法容纳，只好搭起帐篷举行弥撒。

### 兴建大教堂
1868年，安徽、江苏2省多处地方发生教案（参见扬州教案），神父和教堂遭到袭击。甚至在中外关系一向较为和睦的上海街头也出现仇视外国人的揭帖。耶稣会的法国传教士们深感不安，江南代牧区耶稣会会长谷振声神父赶到佘山，跪在六角亭的圣母像前许愿：江南代牧区如能平安度过危难，化险为夷，将在山上建造一座大教堂。9月，谷振声向各位本堂神父发出公告，要求他们发动教徒捐资，早日建成大教堂，以感谢圣母的庇护。
佘山大教堂由耶稣会的马历耀辅理修士负责建筑设计，1871年5月24日（圣母进教之佑瞻礼日）举行奠基典礼，郎怀仁代牧主教举行了有6000名教徒参加的露天大礼弥撒。众多朝圣的教徒参与义务劳动，把笨重的建筑材料从平地搬到山顶。到1873年4月15日，希腊式的山顶大堂建成，郎怀仁前来祝圣教堂，同时从半山腰到山顶修筑了一条“之”字形的苦路，在每个拐弯处共树立了14个苦路亭。当年5月1日和24日，郎怀仁又前往佘山，主持朝圣仪式。当时约有一万到一万五千人前来朝圣。从此佘山圣母成为江南代牧区的特别主保，当年五月被称为佘山历史上第一个圣母月。
1894年，半山又翻建了可容500余人的、中国传统风格的中山圣母堂。中堂正门两侧刻有一副对联：上联“小堂筑山腰，且憩片刻休孝子礼”，下联“大殿临峰顶，再登几级求慈母恩”。门前有可容千人的广场，设有栏杆、石凳，供教徒们休息、观景，西面建有三圣亭（耶稣圣心亭、圣母亭、若瑟亭）。

### 重建新堂

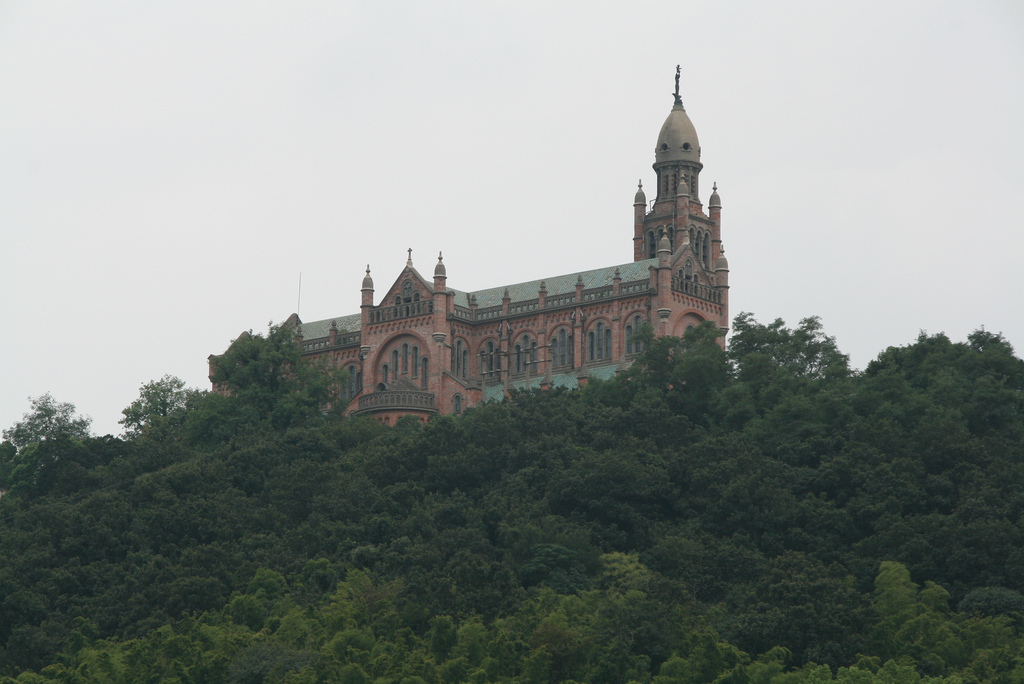
教堂远观

1924年，首任宗座代表剛恆毅總主教在上海召开全体中国主教會議，6月12日，即會議閉幕日，剛恆毅率领全体中国主教举行將中國奉獻給聖母的隆重典禮；次日,又率領15位主教赴佘山，再次奉獻中華於聖母。
受到中国第一次天主教公会议的推动,1925年4月24日，佘山山顶大堂开始拆除重建，由葡萄牙籍神父叶肇昌负责设计施工，由姚宗李主教祝圣了基地。修建工程历时十年之久，到1935年11月16日才竣工，由当时的主教惠济良主持祝圣弥撒。叶肇昌对工程管理十分严格，桩基一直打到岩石上，施工时不符合规定即要返工；砖砌定质定量，不符合要求必须推倒重砌。

### 教宗封圣

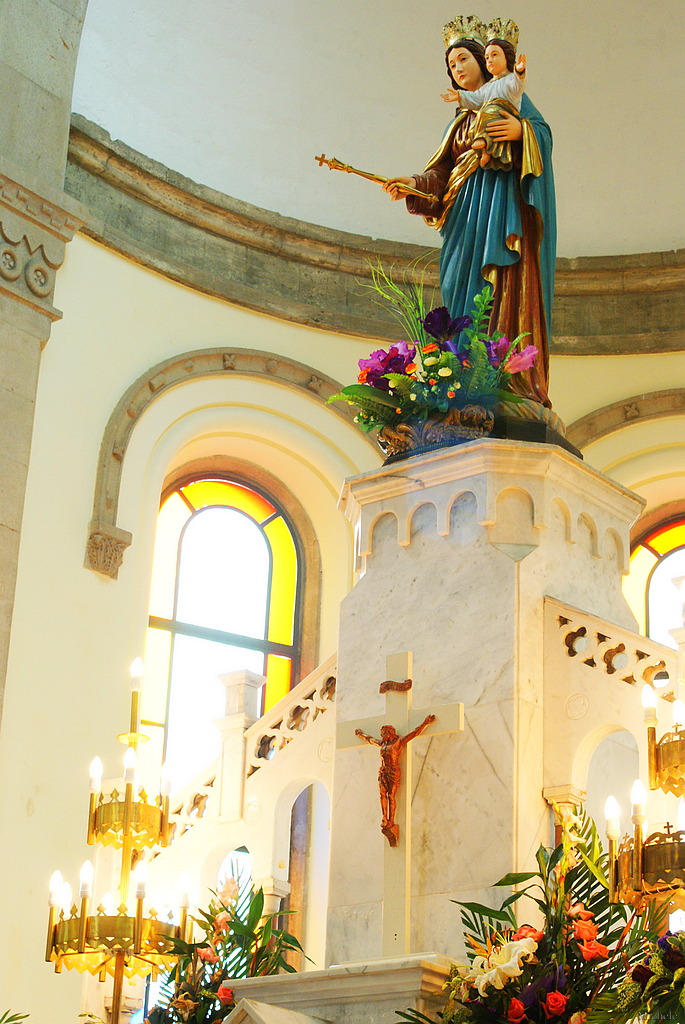
加冕的神像

1942年9月12日，正在中国处于抗日战争的艰难时期，教宗庇护十二世册封佘山大堂为乙级宗座圣殿（minor Basilica），这是远东第一座受到教宗敕封的聖殿。
1946年5月8日，聖座又加給佘山一项特恩，准許給佘山聖母行加冕禮。南京總教區总主教于斌和上海教區主教惠濟良为进教之佑圣母抱小耶稣像举行加冕典礼，参加的教友达1万余人。1947年5月18日，教廷新任駐華公使黎培理又代表全體中國天主教徒舉行了復獻禮，朗誦《奉獻中國於聖母誦》。

### 文革破坏
在1966年起的“文革”中，大殿遭到严重破坏，钟楼顶上的圣母托小耶稣铜像、花窗玻璃以及经折路上的十四站苦路像和耶稣客西马尼园祈祷像都被作为“四旧”被摧毁。

### 恢复
“文革”结束后，中国大陆的宗教活动得以恢复。1981年3月，佘山天主堂归还给上海教区。1981年5月24日，山顶大殿举行有5000人参加的复殿大礼弥撒，开始大修，至1984年结束，1985年举行复祝圣典礼。
复殿之初，由于原钟楼顶上的圣母托小耶稣铜像已经不知去向，临时用铁制十字架安装在钟楼上。2000年，上海教区发动信徒奉献，又恢复了顶部的“进教之佑圣母托小耶稣”铜像。4月18日，金鲁贤主教祝圣了佘山山顶圣母像。5月1日举行了隆重的迎圣母仪式，并在山顶圣母大殿举行感恩祭。 
1982年，在佘山南麓创办了一所培养天主教神职人员的大修院——佘山修院。每年5月朝圣期间，修士们在中山堂设立服务处，给教徒们讲解教理、教唱圣歌。

2024年12月28日，沈斌主教于徐家汇天主堂主持2025禧年开幕弥撒，隆重开启教区圣年。沈斌主教宣布，将嘉青松总铎区佘山圣母大殿列入上海教区2025禧年的六大朝圣地。

## 建筑

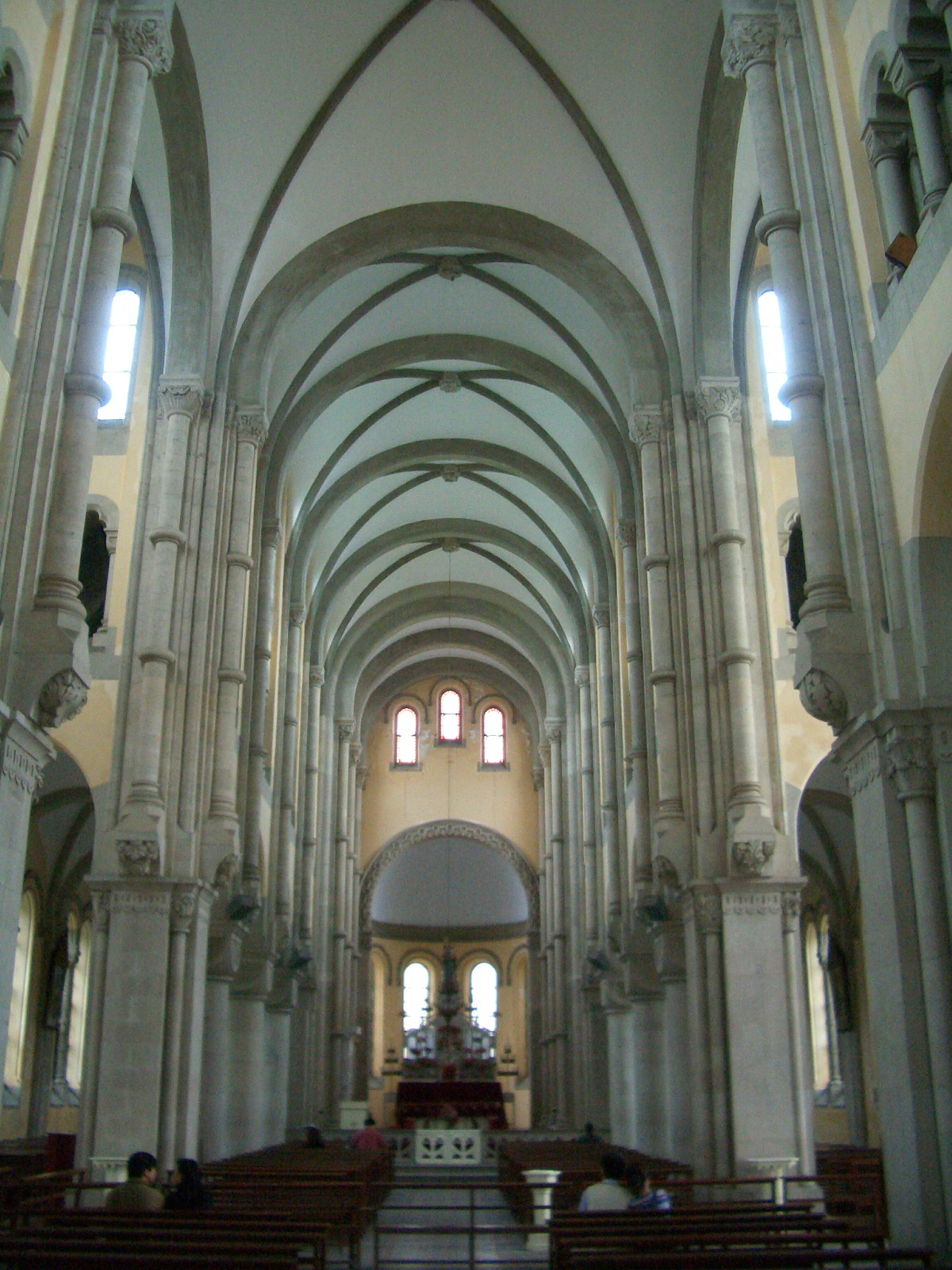
内部结构

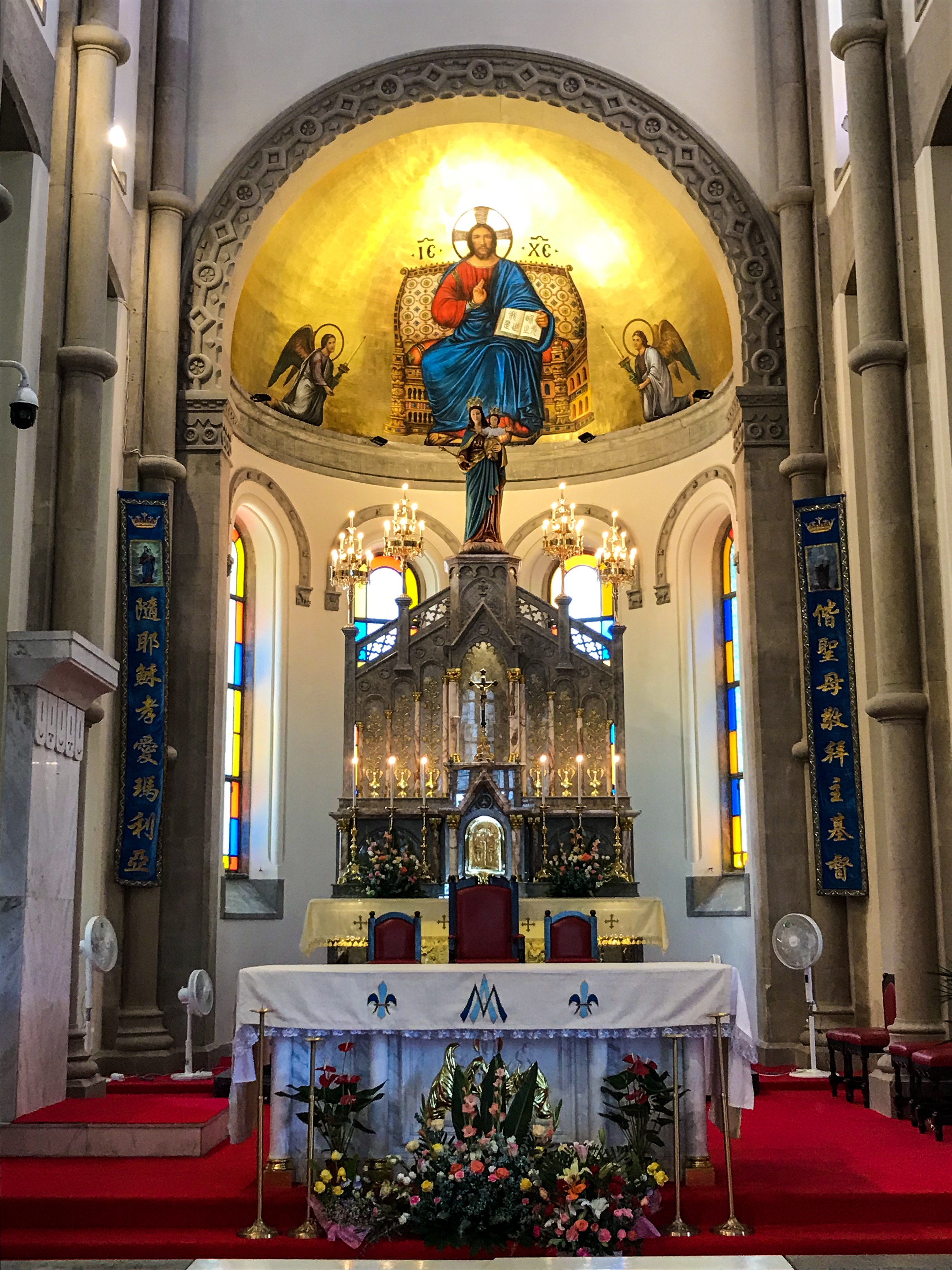
祭台

1935年完工的大堂建于佘山山顶，建筑风格为罗马式，建筑平面呈拉丁十字形，东西长56米，南北宽25米（最宽处35米）。红砖外墙，正门设在西南面。教堂西南角的方形钟楼高38米，钟楼顶部为16根柱子支撑的橄榄形穹顶，上立一尊高4.8米、1.8吨重的“进教之佑圣母托小耶稣”的铜像。教堂立面四周红砖墙上尖拱形彩色玻璃窗，顶屋脊则铺以碧绿色琉璃瓦。大堂内部设有3000个座位，尽端的大祭台用镶金嵌玉的大理石雕成，祭台与座堂间用低矮的汉白玉栏杆分隔，花瓷砖铺地。
由于佘山大教堂建造在海拔98米的山顶上，工程相当艰巨，其中最大的困难是把石头等建筑材料靠人抬肩扛从平地运到山顶。所用石料从福建用船运送到佘山脚下。整幢建筑有“四无”之称，即无钉无木无钢无梁。

## 朝圣活动
每年5月的“圣母月”，都有数以万计来自各地的天主教徒前往佘山朝圣。由于河北东闾的朝圣活动受到政府管制，佘山成为中国境内唯一仍然活跃的全国性天主教朝圣中心。

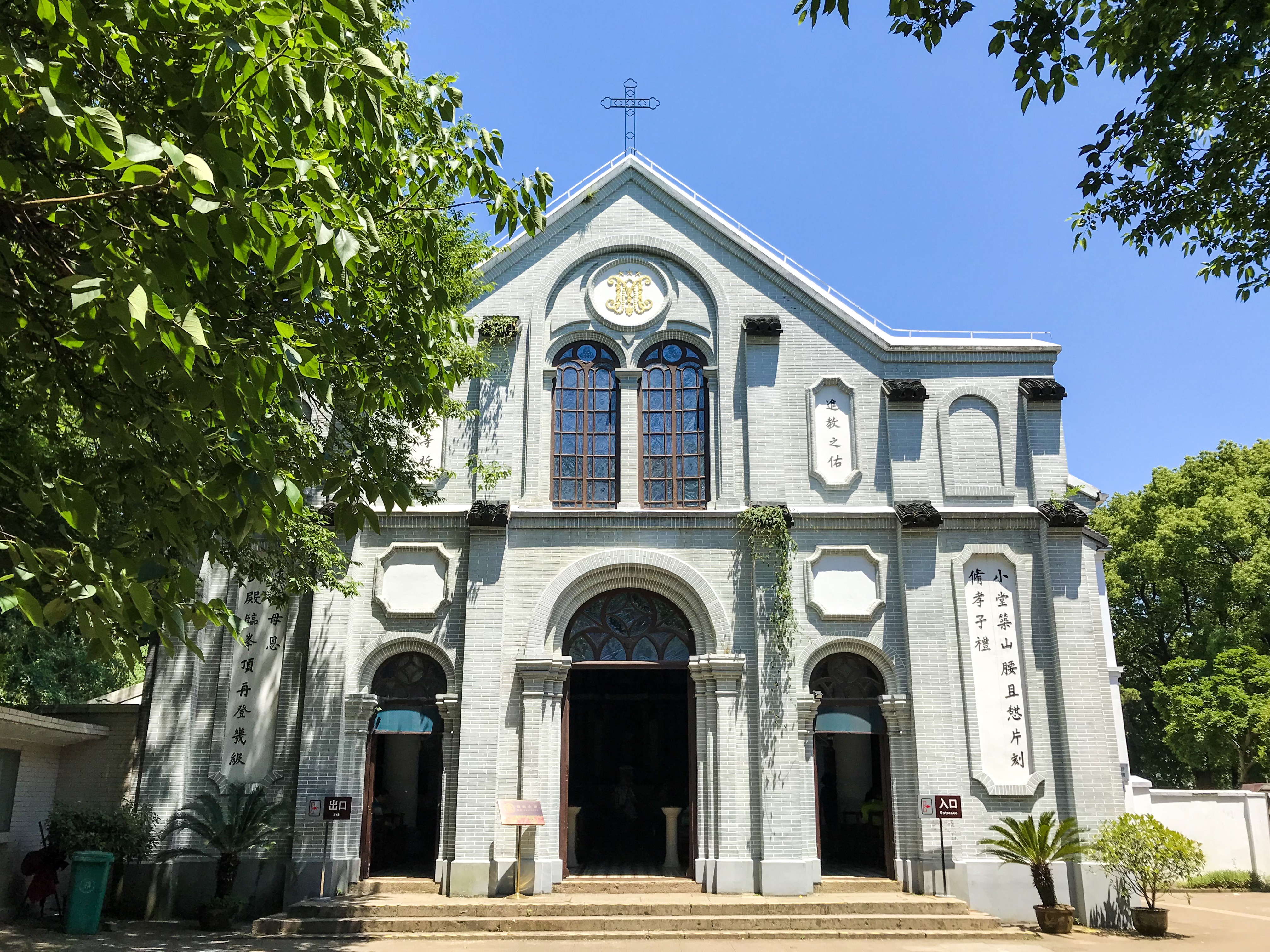
佘山中山圣母中保堂

佘山朝圣多年来已经形成传统固定程序：教友们来到佘山，先到中山堂念经祈祷，崇敬佘山圣母，表示对圣母的孝爱；再列队沿经折路公拜苦路上山。拜苦路毕再进大堂望弥撒，向圣母求恩。最后，再回到“三圣亭”念经祈祷。另外，由于传统上渔民在江南地区天主教徒中占有较大比例，因此许多渔民教徒都是自己划船到佘山脚下，再上山朝圣。于是在5月，佘山附近的小河浜中，常常聚集了不少渔民教徒的小船。
由于大殿所在的西佘山是上海佘山国家森林公园的一部分，并作为旅游景点向游客开放，故西佘山的大部分入口（东门、北门、西门）设有售票亭，游客须购票进入。而教友则从专设的教友门出入西佘山园。但随着西佘山园的免费开放，这样的情形将成为历史。

## 交通
- 南青专线(南桥汽车站 — 青浦汽车站)
- 青松专线(松江汽车东站 — 青浦客运中心)
- 沪陈线(西区汽车站 — 上海政法学院)
- 沪佘昆线(西区汽车站 — 小昆山)
- 石青专线(青浦汽车站 — 石化汽车站)
- 松江33路(松江汽车东站 — 佘山汽车站)
- 松江92路(佘山地铁站 — 佘山汽车站)
- 松青线(青浦客运中心 — 松江汽车东站)
- 松重线(松江大学城 — 重固）